# Adolfus
Adolfus – rodzaj jaszczurek z rodziny jaszczurkowatych (Lacertidae).

## Zasięg występowania
Rodzaj obejmuje gatunki występujące w Afryce (Kamerun, Sudan Południowy, Republika Środkowoafrykańska, Demokratyczna Republika Konga, Rwanda, Burundi, Uganda, Kenia, Tanzania i Zambia). 

## Systematyka

### Etymologia
Adolfus: książę Adolf Fryderyk, książę Meklemburgii (1873–1969), niemiecki podróżnik w Afryce, polityk kolonialny, książę Zjednoczonego Księstwa Bałtyckiego od 5 do 28 listopada 1918 roku i pierwszy przewodniczący Narodowego Komitetu Olimpijskiego Niemiec Zachodnich w latach 1949–1951.

### Podział systematyczny
Do rodzaju należą następujące gatunki: 
- Adolfus africanus (Boulenger, 1906)
- Adolfus alleni (Barbour, 1914)
- Adolfus jacksoni (Boulenger, 1899)
- Adolfus kibonotensis (Lönnberg, 1907)
- Adolfus masavaensis Wagner, Greenbaum & Branch, 2014
- Adolfus mathewsensis Greenbaum, Beer, Hughes, Wagner, Anderson, Villanueva, Malonza, Kusamba, Muninga, Aristote & Branch, 2018